# Flangebouche
 (mai 2018).
 (mars 2021).
- Si vous ne connaissez pas le sujet, laissez ce bandeau (vous pouvez alors contacter les auteurs).
- Si vous supprimez le contenu mis en cause (vous pouvez préalablement contacter les auteurs),

argumentez précisément cette suppression dans la page de discussion
(un manque de référence n'est pas un argument ; une recherche réelle de référence doit avoir été effectuée, être formellement documentée).
Flangebouche est une commune française située dans le département du Doubs, la région culturelle et historique de Franche-Comté et la région administrative Bourgogne-Franche-Comté.

## Géographie

### Topographie

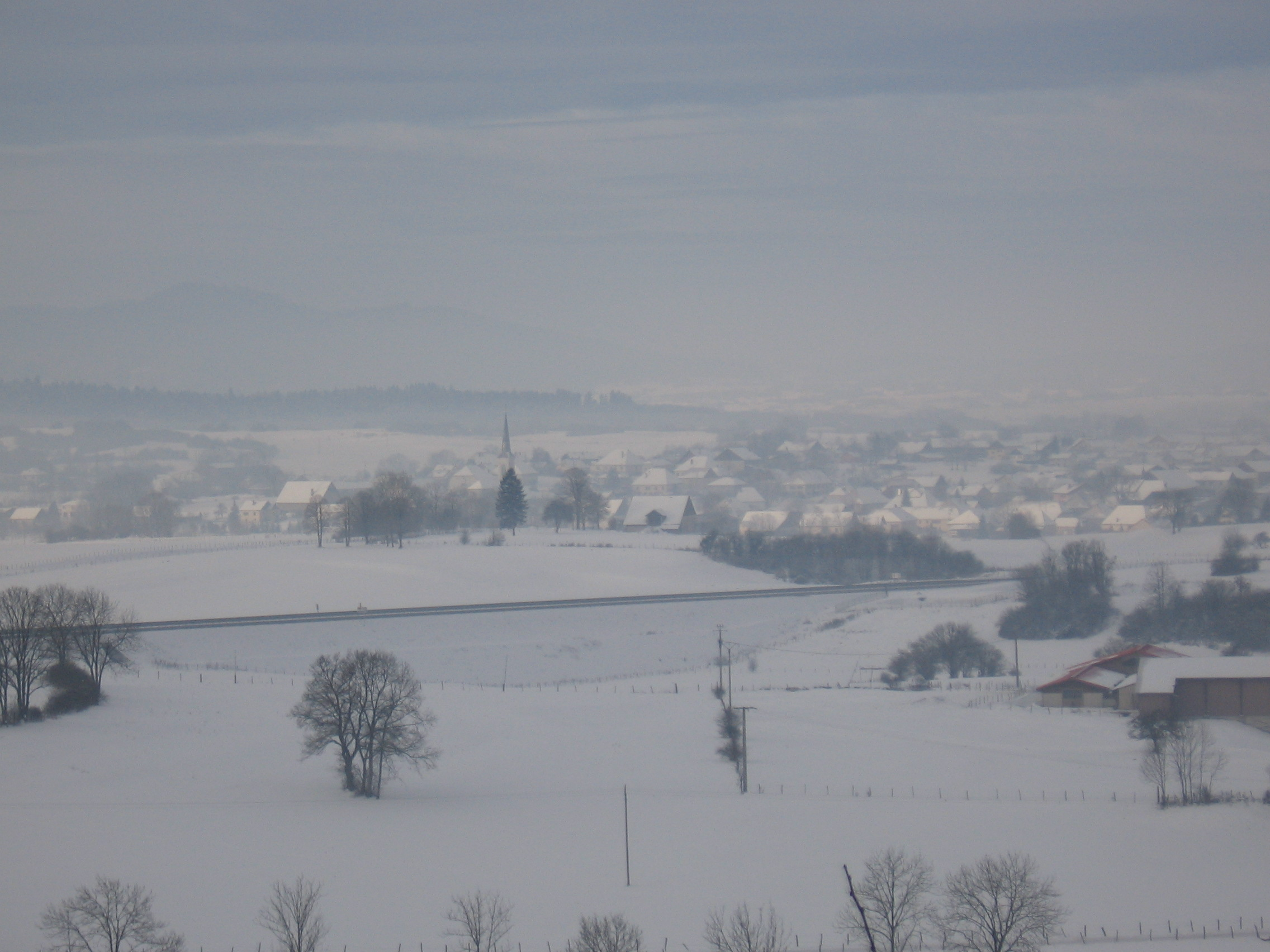
Flangebouche vu de Loray - Février 2006

Flangebouche est un village situé dans l'est de la France et dans l'est du Doubs, à environ 50 km de Besançon, proche de Pierrefontaine-les-Varans et Valdahon.
La commune de Flangebouche étend son territoire du nord au sud sur plus de 10 km. Le village, très étendu, occupe uniformément la partie nord du plateau (altitude moyenne : 730 m), au centre d'une véritable toile d'araignée que forment routes et chemins conduisant aux nombreux hameaux ou écarts.
La partie sud, plus exiguë, offre un relief plus tourmenté où se succèdent synclinaux et anticlinaux. L'altitude moyenne varie entre 845 m et 1 045 m, à proximité du lieu-dit au Chaumont, non loin de la mine de lignite désaffectée du Grand Denis (980 m).
Les eaux de la source des Fraîches se perdent dans un effondrement, dit Creux Virot, dans le Rauracien, avec résurgence probable à Martinvaux (commune de Loray). Un ruisselet temporaire se perd dans un entonnoir (Kiméridgien). Dans le Ptérocérien, le territoire compte trois gouffres dont les deux principaux sont le gouffre-dodeline du Creux d'Orcheval et le gouffre du Puits Gueulot.

### Hameaux et écarts
- L’Adroit ; les Arces ; le Bas de Charme ; Béjoie ; Beau Villers ; Château Noirot ; le Chaumont ; la Chaux ; les Combes ; la Côte ; les Estaffiers ; Au Geys ; le Grand Denis ; les Laves ; Montalot ; Noire Combe ; Petit Vernois ; le Pota ; la Racine ; Sur les Rochers ; Aux Taijons ; la Vouillemotte ; la Creuse ; les Pierres Tournantes ; Gai Soleil (anciennement La Mine).

### Climat
Pour des articles plus généraux, voir Climat de la Bourgogne-Franche-Comté et Climat du Doubs.
En 2010, le climat de la commune est de type climat de montagne, selon une étude du Centre national de la recherche scientifique s'appuyant sur une série de données couvrant la période 1971-2000. En 2020, Météo-France publie une typologie des climats de la France métropolitaine dans laquelle la commune est exposée à un climat de montagne ou de marges de montagne et est dans la région climatique  Jura, caractérisée par une forte pluviométrie en toutes saisons (1 000 à 1 500 mm/an), des hivers rigoureux et un ensoleillement médiocre. 
Pour la période 1971-2000, la température annuelle moyenne est de 8,1 °C, avec une amplitude thermique annuelle de 16,7 °C. Le cumul annuel moyen de précipitations est de 1 428 mm, avec 12,8 jours de précipitations en janvier et 11 jours en juillet. Pour la période 1991-2020, la température moyenne annuelle observée sur la station météorologique de Météo-France la plus proche, « Adam-lès-Vercel », sur la commune d'Adam-lès-Vercel à 7 km à vol d'oiseau, est de 9,8 °C et le cumul annuel moyen de précipitations est de 1 510,7 mm. 
La température maximale relevée sur cette station est de 38,4 °C, atteinte le 24 juillet 2019 ; la température minimale est de −22,9 °C, atteinte le 2 mars 2005,,. 
Les paramètres climatiques de la commune ont été estimés pour le milieu du siècle (2041-2070) selon différents scénarios d'émission de gaz à effet de serre à partir des nouvelles projections climatiques de référence DRIAS-2020. Ils sont consultables sur un site dédié publié par Météo-France en novembre 2022.

## Urbanisme

### Typologie
Au 1er janvier 2024, Flangebouche est catégorisée commune rurale à habitat dispersé, selon la nouvelle grille communale de densité à 7 niveaux définie par l'Insee en 2022.
Elle est située hors unité urbaine et hors attraction des villes,.

### Occupation des sols
L'occupation des sols de la commune, telle qu'elle ressort de la base de données européenne d’occupation biophysique des sols Corine Land Cover (CLC), est marquée par l'importance des territoires agricoles (66,7 % en 2018), en diminution par rapport à 1990 (69,2 %). La répartition détaillée en 2018 est la suivante : prairies (55,9 %), forêts (30,9 %), zones agricoles hétérogènes (10,8 %), zones urbanisées (2,4 %). L'évolution de l’occupation des sols de la commune et de ses infrastructures peut être observée sur les différentes représentations cartographiques du territoire : la carte de Cassini (XVIIIe siècle), la carte d'état-major (1820-1866) et les cartes ou photos aériennes de l'IGN pour la période actuelle (1950 à aujourd'hui).

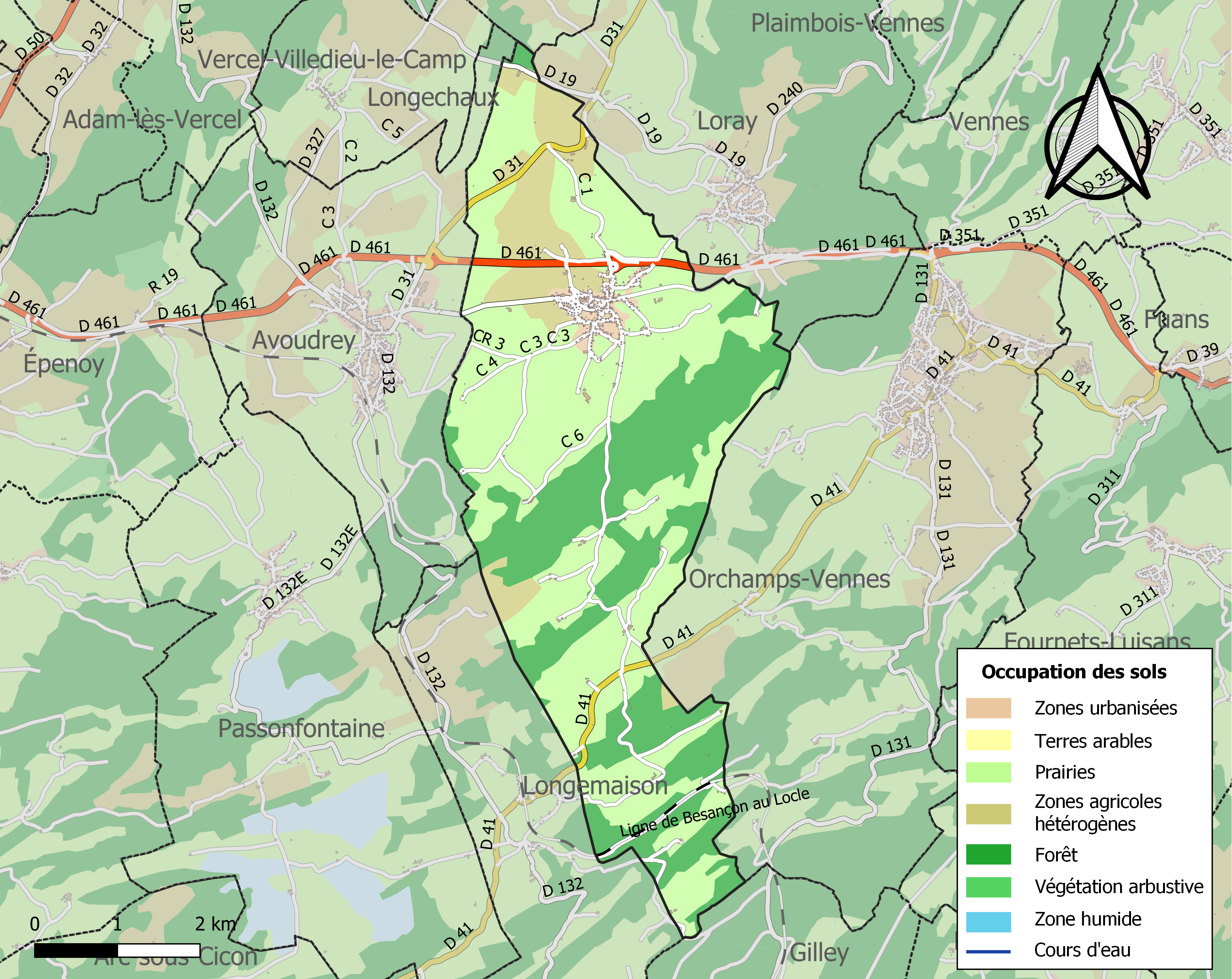
Carte des infrastructures et de l'occupation des sols de la commune en 2018 (CLC).

## Toponymie
- Falarangibucca en 1110 ; Falerengebus en 1158 ; Flengeboche en 1275 ; Flangeboiche à la fin du XIVe siècle) ; Flangebouche depuis le  (XVe siècle).
- Origine du nom : de l’anthroponyme germanique Falahari, et du latin bucca dans l’acception trou, gouffre.

## Économie et société
De 1340 à 1348, les communautés de Flangebouche et d'Avoudrey s’opposèrent pour déterminer les limites de leur territoire respectif. En 1602, de nouvelles difficultés surgirent quant aux droits de parcours et de pâturages communs.
L’élevage était en effet l’activité principale du village. En 1688, on dénombrait 68 feux, 345 bêtes à cornes et 290 bêtes à laine ; auxquelles s’ajoutaient 140 chevaux et 36 porcs. Cette vocation ne fit que s’accentuer. En 1795, le cheptel atteignait 706 bovins et 910 ovins. Il ne restait plus que 43 chevaux, conséquence probable des réquisitions révolutionnaires. En 1980, la spécialisation se concrétise avec 2 091 bovins, dont 1 013 vaches pour 51 exploitations. On dénombre 637 porcs et il ne subsiste plus que 52 ovins.
En 1856, pour absorber la production laitière, la commune comptait 5 à 6 fromageries qui produisaient 38 250 kg de fromage. En 1875, trois fonctionnaient encore ; une au village et deux « Aux Laves » de temps immémoriaux. En 1929, une fromagerie à gruyère regroupa tous les exploitants avec une production annuelle de 850 086 litres de lait. Bien entendu les cultures régressèrent au profit des herbages. En 1905, les céréales occupaient 337 ha (19 ha étaient plantés de pomme de terre). En 1980, les céréales ne couvraient plus que 72 ha.
Longtemps les conditions d’existence demeurèrent précaires. En 1812, les habitations, enfouies au-dessous du sol, étaient malsaines et humides ; la classe pauvre vivait de laitage, de légumes et rarement de viande fumée ; le pain était fait d’avoine grossièrement moulue et de mauvaise qualité. Au début du XXe siècle, un fort noyau de fermage constituait les exploitations agricoles : on ne recensait que 12 propriétaires pour 58 fermiers.
La forêt couvrait au XVIIIe siècle 144 arpents en sapins était activement exploitée. Les bois, débités en planches, étaient généralement acheminés vers Besançon. En 1730, un sieur Callerand de Flangebouche, fournit les bois de charpente pour la construction du nouvel hôpital de Baume-les-Dames. En revanche la commune manquait de bois d’affouage (1783 : 7 248 voitures étaient nécessaires) elle devait en acheter dans les villages voisins.
Des particuliers possédaient alors une centaine d’arpents. Pour expliquer ce droit de propriété, il faut remontrer à l’époque de l’occupation suédoise. La guerre occasionna des dépenses considérables. Plutôt que de recourir à l’emprunt chez les plus riches, la commune préféra concéder un droit de tonte perpétuelle sur une partie de se forêts à 52 habitants moyennant le versement de 200 F chacun. Maître Andrey, notaire à Flangebouche, établit l’acte le 25 février 1664. transmissible par héritage, ce droit existe toujours.
Pour répondre aux besoins locaux, le moulin à grains du Vernois fut supplanté en 1852 par celui installé sur « les Etangs », à 3 meules. À cette époque, au même endroit, fonctionnait une scierie à lame. Au XXe siècle, une scierie plus importante s’installe à l’entrée ouest du village.
À partir de 1744, on exploita sur le territoire de la carrière (lieu-dit « les Carrières ») qui fournissait la pierre susceptible d’avoir un beau poli. L’exploitation en fut épisodique et en fut définitivement abandonnée au milieu du XXe siècle.
En 1780, on[Qui ?] ouvrit une mine de lignite « Au Grand Denis ». En 1788, Châtelain et Richardin obtinrent la permission exclusive de l’exploiter pendant 20 ans. En l’an VIII (en 1800) Jean-Frédéric Osterwald, de Neuchâtel, propriétaire du sol depuis 1793, racheta le privilège (houillère et verrerie) qui passa en l’an XII à Alexandre Besson, puis vers 1850, à Barçon ; celui-ci y adjoignit une tuilerie. L’exploitation s’avérait difficile : le combustible renfermait beaucoup d’eau. La mine fut abandonnée en 1877. Rouverte en 1907, elle produisit en moyenne 1 000 tonnes par an. Elle ferma définitivement en 1951.
Vers 1850 quatre foires se tenaient dans la localité : le premier lundi d’avril, le premier de juin, le 3e de septembre et le 1er de novembre. Il n’en subsiste aucune.
Jusqu’au milieu du XXe siècle, l’artisanat occupait à Flangebouche une place non négligeable puisque y travaillaient : 1 bourrelier, 1 charpentier-menuisier, 2 charrons-serruriers, 3 cordonniers, 3 couturières-modistes, 1 carrier-tailleur de pierres et 1 entrepreneur de maçonnerie. En 1983, il ne restait plus que 2 menuisiers, 2 garagistes et 1 scieur, une usine d’horlogerie.

### Équipements
Au début du XIXe siècle, la famille Goguillot-Sergent se fit construire une imposante demeure à Flangebouche, avec un petit oratoire dédié à Notre-Dame-des-Sept-Douleurs. En 1881, Antoinette Goguillot, céda le bâtiment par testament à Ferdinand Barrand, son neveu, ingénieur des Ponts et Chaussées, à condition qu’il le transforme en un hôpital destiné à accueillir des orphelins et des vieillards sans ressources, originaires principalement de Flangebouche. L'hôpital Saint-Joseph ouvrit ses portes vers 1890, après un procès qui opposa la municipalité aux héritiers. En 1913, on y installait un service d’hydrothérapie. En juillet 1983, il est devenu maison de retraite.
En 1901, un vaste projet de voie ferrée métrique prévoyait de désenclaver Flangebouche pour faciliter le transport des bois. Le village aurait non seulement été relié à Avoudrey, via Besançon, par la voie actuelle, mais aussi à Vercel, voie métrique reliant Besançon à Saint-Hippolyte. Ce projet fut abandonné en 1906. Une ligne de bus fait la navette entre Besançon et Villers-le-Lac.
Une colonie de vacances « Gai Soleil » accueillit des enfants ou des groupes, jusque environ 2013.
L’école publique accueille les enfants du RPI. Puis ils fréquentent le collège public de Pierrefontaine-les-Varans, ou Valdahon. Certains vont à l’école et collège catholique Jean Bosco d’Orchamps-Vennes.

## Histoire
L’existence de Flangebouche est attestée en 1110 par une donation au prieuré de Mouthier que firent les frères Pauthier et Fromard de Cicon, des hommes et biens qu’ils y possédaient. En 1584, la seigneurie de Cicon y détenait encore quelques biens.
En 1238, un traité de paix conclu entre Amédée de Montfaucon-Montbéliard, Huon, sire de Belvoir, et Otton, sire de Vennes, mentionne la destruction d’un château féodal établi sur une motte près des Âges de Loray, au lieu-dit « Montallot ». Une source coulait à proximité.
Le territoire de Flangebouche était partagé entre différentes seigneuries qui relevaient de la suzeraineté des Montfaucon. En 1269, Girard, seigneur de Cusance, avait en effet vendu à Amédée de Montfaucon la « ville » de Flangebouche. Jeannin de Cusance, écuyer, frère de Girard, approuva cette vente.
En 1305-1306, Clémence de Naisey, veuve d’Étienne de Gonsans, Perrin le Seschellet, Vuillemin de Vennes et jean de Vercel déclaraient tenir en fief de Gauthier de Montfaucon tous les biens qu’ils possédaient à Flangebouche.
En 1313, Jean II de Montfaucon dota sa sœur Marguerite de « tous nos hommes franz, justices et censes de deniers et de bleds que nous avons en notre ville de Flangeboiche » pour un revenu annuel de 63 livres et 7 sols.
Dans la mouvance des Montfaucon, puis, des Neuchâtel et enfin de la maison d’Autriche, Flangebouche relevait en haute, basse et moyenne justice, de la seigneurie de Vercel. En 1531, celle-ci fut donnée par Charles-Quint à François Peloux. En 1584, 60 familles du village dépendaient de cette seigneurie, dont 25 étaient de condition mainmortable, « taillables et corvéables ». Outre diverses autres redevances, chaque habitant ou manant lui devait le cens annuel et perpétuel de 12 bichots de froment, mesure de Vercel, versés à la Saint-Nicolas, pour permission autrefois accordée de tenir four. S’ajoutait, pour les sujets de condition franche, une taille de 40 livres, « monnaie d’or ». Le seigneur de Loray y possédait aussi un fief avec droit de basse et moyenne justice. Intervenaient également sur la terre de Flangebouche, pour quelques habitants ou quelques arpents, les seigneuries de Vaire (1 famille), de Cicon (2 familles), d’Orsans (4 familles), de Cléron (1 famille), de Vennes… En 1679, Flangebouche changea une dernière fois de maître, quand la seigneurie de Vercel passa à la maison de la Bastie Saint-André.
En 1716, Anne-Isabelle Perrenot de Granvelle, épouse de François de la Tour, vendit à Antoine Varrelier de Verchamp, conseiller au Parlement, « leur fief, justice et seigneurie... au lieu de Flangebouche... sur plusieurs meix, maisons hommes et sujets… ». Cette possession des Granvelle à Flangebouche remonterait probablement au XVIe siècle, époque à laquelle Marguerite Perrenot, fille du chancelier Nicolas Perrenot, épousa Ferdinand de Lannoy, seigneur de Vennes et Chatelneuf. En 1791, la famille Marrelier revendit ses biens aux frères Barrand, de Longemaison et des « Laves », soit : une maison et une dépendance, 300 journaux d’un seul tenant en terre labourable, prés et bois et 1 journal de terre labourable, pour 20 000 livres.
La guerre de Dix Ans n’épargna pas Flangebouche. Déjà en 1628, le village avait dû loger pendant 10 jours la compagnie du seigneur de Cléron, soit 51 hommes. En 1636, 20 habitants participèrent pendant deux mois à la défense de Dole, puis par deux fois à la garde du Lomont. Jusqu’en 1637, il fallut non seulement loger les soldats, mais aussi entretenir ceux cantonnés à Clerval, l’Isle-sur-le-Doubs et Baume Les Dames. Puis il y eut les Suédois qui incendièrent une partie du village. Des habitants se réfugièrent dans la grotte du Lançot. Guerre et peste fauchèrent la population : de 103 feux en 1614, la communauté n’en comptait plus que 46 en 1657.
En 1792, Goguillot, maire de Flangebouche, créa une Fédération catholique fortement teintée d’idées royalistes. Il obtint de nombreuses adhésions, mais connut bien des vicissitudes. En septembre 1793, le village participa activement à la « Petite Vendée ». Avec Avoudrey, il marcha sur Orchamps-Vennes. Ce fut un échec. Les 500 gardes nationaux, envoyés pour rétablir l’ordre, pillèrent le village. De nombreux habitants gagnèrent la Suisse. Deux furent exécutés (Guill. Jos. Gauthier et Auguste Vivot), quatre condamnés à la déportation perpétuelle en Guyane. La répression se poursuivit jusqu’à la fin du mois d’octobre.
En septembre 1944, dans le cadre des actions de groupement de résistance « centre-Doubs » 2 tonnes d‘armes et de munitions furent entreposées au lieu-dit « Les Laves »
Les curés de Flangebouche aux XIIIe et XIVe siècles
Flangebouche apparaît dès 1110 dans la documentation écrite. Une chapelle existe  en 1139. Une fabrique est mentionnée dans le testament du curé d’Orchamps Vennes. En 1406, Aimé de Domprel, chevalier, lègue à son fils aîné Gauthier le patronage des cures de Flangebouche et Vercel. Un « autel de Flangebouche » par un chanoine de ce nom, se trouve en la cathédrale saint Étienne de Besançon. Parmi les religieux natifs de cette paroisse se trouve Guillaume Brunet, prêtre demeurant à Orchamps Vennes qui teste en 1503.
De l’église de Loray dépendant les églises de Flangebouche et Avoudrey. Le même curé dessert les 3 églises.
- Richard en 1278. Il scelle un acte comme témoin.
- Domnus Humbert cité en 1345. Il est choisi comme exécuteur testamentaire par Étienne de Crosey, curé d’Orchamps Vennes.
- Jean de Maîche, cité en 1349. Il est chanoine et chantre de Saint Hippolyte.
- Jean de Domprel, cité en 1364
- Étienne de Dommartin, cité en 1369. Le curé est cité en 1404-1405 dans les comptes de la châtellenie de Vercel.
- Jean de Domprel cité en 1420-1429. Famille noble, originaire de la région de Baume les Dames. ; fils d’Aimé, seigneur de Domprel, chevalier.

Curé originaire de Flangebouche : Pierre de Flangebouche, curé de Desnes en 1299-1301, puis curé de Quingey (1310 – avant 1319).
C’est un maître maçon de Flangebouche qui bâtit vers 1516 la tour de  l’église saint Blaise dans le comté de Neuchâtel.
La Guerre de Dix Ans1634 - 1644
À la suite de cette terrible guerre, la commune avait d'importantes dettes qu'elle ne put honorer. Les habitants décidèrent alors de payer à la place de la commune ladite dette et de recevoir en contrepartie un droit de tonte perpétuelle sur des espaces communaux. Cela explique l'existence aujourd'hui encore des propriétés dont la commune paie les impôts locaux car toujours propriétaire du sol, mais les usufruitiers ne paient rein. Ils sont nombreux.
Voici la traduction de cet acte, qui montre aussi l'existence des familles du village. L’acte fut dressé par Maître Andrey, notaire à Flangebouche, le 25 février 1664 :
« Les habitants de Flangebouche, du fait des guerres qui ont sévi en cette province et du fait d’autres affaires urgentes et nécessités de leur commune, ont été contraints précédemment de faire divers emprunts et constitutions de rente pour une somme de 10 200 F dont actuellement ils doivent payer les intérêts annuels, ce qui entraîne souvent pour eux des réclamations et des frais à cause des difficultés qui interviennent entre eux.
Il est donc juste et raisonnable que les biens communaux de la dite communauté soient saisis en préalable et que le profit et les revenus de ces biens soient employés à l’amortissement desdites dettes et hypothèques communes, avant les biens particuliers des habitants.
Pour éviter les difficultés et inconvénients qui pourraient arriver ultérieurement à ce sujet, les habitants dudit Flangebouche ci-après nommés, assemblés en corps de communauté, représentant la plus saine et majeure partie de celle-ci, d’un commun accord, ont statué et arrêté entre eux que l’on choisira parmi lesdits habitants, avec les deux prud’hommes de l’année présente, huit autres habitants, gens idoines et capables, qui, fidèlement et exactement, feront reconnaissance des portions de leurs bois jurés et de leurs communaux, au moindre préjudice qu’il se pourra faire et en telle quantité et contenance que lesdits commis trouveront à propos utile et profitable aux autres habitants.
De laquelle quantité et contenance, ils feront quatre parts, tant desdits bois que desdits communaux, les plus égales et de même valeur qu’il leur sera possible et les distribueront par billets tirés au sort à 52 habitants représentant le nombre complet de leur dite communauté, à savoir pour chaque part de bois et de communaux, 13 habitants qui seront obligés en prenant et acceptant leur part, de payer chacun, d’ici trois ans à l’acquit des autres habitants la somme de deux cents francs à chaque créancier qui leur seront indiqués, avec tous les intérêts et dépens qui pourraient s’y ajouter à partir de la passation du présent traité et convention.
Si dans la présente répartition, quelques dettes et rentes sont de plus grande valeur que l’apport des particuliers et qu’il est nécessaire de mettre plusieurs habitants pour faire le même paiement, celui qui ne pourra pas, à cause de son apport, payer pendant les trois ans, devra payer les frais et dépens qui en pourront arriver, faute de quoi il sera tenu par les prud’hommes de chacune des trois années d’apporter acquit suffisant de son paiement comme tous les autres habitants dont l’apport de leurs arrérages sera indiqué et compté dans ladite communauté pour y avoir recours en cas de besoin.
Une fois les trois ans expirés et révolus, lesdits habitants de la même façon seront contraints, s’ils ne l’ont déjà fait, de payer auxdits créanciers la somme de 200 F. Si un particulier ne peut payer une telle somme pour acquitter un principal de rente, il pourra prendre sa part tant des bois que des communaux pour la semblable somme de 200 F pour la vendre. En cas de refus des coobligés, elle sera vendue et licitée au plus offrant et dernier appréciateur. Le prix en provenant sera appliqué à l’extinction de ladite dette et uniquement à ce but. Si le prix de ladite part ainsi licitée ne suffisait pas à l’acquittement, le surplus se prendra sur les biens particuliers ou à défaut, sur ceux du corps de ladite communauté.
Bien entendu, en ce qui concerne les bois qui seront compris dans le présent traité, lesdits habitants n’entendent rien toucher aux fonds sur lesquels ils sont assis, mais seulement aux bois qui y sont à présent et qui y croîtront à perpétuité ; pour les communaux, après le premier fruit levé sur ceux-ci. Les fonds étant aux particuliers par suite du présent partage, le droit de parcours demeurera sur ceux-ci en commun, comme auparavant.
Ce que dessus a été passé, traité, résolu par Georges Callerand, Blaise Bouriot, honorable Claude Marrelier, Antoine Morel, Étienne Morel, Jean Petot, Antoine Vivot, Jacques Dumont, Pierre Callier, Jean Bouveresse, Pierre Lachiche, François Bouveresse, Guillaume Joynerey, Claude Brenot, Guillaume Callier, Jacques Andrey, Guillaume Callerand, Guillaume Morel, Claude Joynerey, Jacques Bourgue, Claude Grosrichard, Pierre Coitteux, Jean Dumont, Jean-Claude Pauthier, Pierre Callerand, François Callier, Laurent Pauthier, François Pauthier le jeune, Pierre Daurez, Léger Bouriot, François Pauthier le vieux, André Pauthier, Lazare Lanchy, Antoine Bouveresse, Pierre Govier, Laurent Coitteux, Claude Bouriot, Guillaume Goguillot, Ligier Bouveresse, André Callerand, Ligier Goguillot, Pierre Pathon Musy, Claude Vivot, Jean Pauthier, Jean Routhier, Claude Daurez, Pierre Goguillot, Étienne Govier, Claude Bouveresse, André Callerant, tous lesquels habitants assemblés en la forme ci-dessus, ont statué et résolu unanimement le contenu du présent traité pour le plus franc profit et avantage de ladite communauté. À l’effet de quoi, ils ont obligé leurs biens, chacun en droit, foi, sous le sceau de Sa Majesté en forme de droit. Et incontinent, lesdits habitants ci-dessus nommés, en présence dudit notaire et témoin, ont nommé et choisi pour commis aux reconnaissance et dénombrement de leurs bois et communaux qu’il convient de partager pour l’estimation et paiement de la somme de 10 200 F, Claude Dumont, Gaspard Bole, prudhomme de l’an présent, avec l’honorable Claude Marrelier, Antoine Vivot et Jean Petot, Jacques Dumont, François Bouveresse, Pierre Callerand, Georges Callerand, Ligier Goguillot, tous habitants du dit Flangebouche, qui ont prêté serment entre les mains du notaire souscrit, de vaquer fidèlement et en conscience audit répartement, dénombrement et reconnaissance. Au signe de quoi, une partie s’est soussignée, les autres ne sachant écrire. Ainsi fait et passé au lieu de Flangebouche le vingt cinquième jour du mois de février mille six cent soixante quatre, entre les mains et par-devant moi Jacques Andrey, notaire dudit lieu en présence de messire Thomas Renouart, prêtre, curé dudit Flangebouche et de Claude Petoz, de Suisse, résidant audit Flangebouche et de maître Claude Roy du Barboux, maçon, témoin requis, ainsi signés Claude Marrelier, François Bouveresse, C. Dumont, A. Vivot, L. Goguillot, J. Dumont, J. Petot, F. Callerand, A. Callerand, J.C. Pauthier, E. Govier, C. Vivot, J. Bouveresse, J. Dumont, G. Callerand, B. Bouriot, J. Pauthier, G. Caillier, E. Morel, L. Bouriot, L. Lachiche, L. Bouriot, A. Pauthier, C. Grosrichard, et comme notaire l’yant reçu, Jancques Andrey »
« Et depuis, audit Flangebouche, en la place publique dudit lieu appelée le Sillerot, le trois mars mille six cent soixante quatre, tous les susnommés habitants s’étant de nouveau assemblés en corps pour donner effet à la résolution ci-dessus par eux prise et aux charges et conditions qui y sont couchées et rapportées pour satisfaire au paiement des dix mille deux cent francs, 5 000 F à Martin, portant intérêt au taux de six pour cent, au sieur Claude Marrelier six cents francs portant intérêt à six pour cent, à Antoine Callerand pareille somme de six cents francs et au sieur Roussel de Besançon, quatre mille francs portant intérêt à cinq pour cent, qui font en tout les dix mille deux cents francs. Ayant cherché un moyen pour faire ce paiement, ils n’en ont pas trouvé d’autre que de partager entre eux quelques portions de leurs communaux tant en bois qu’en plaine, des plus éloignés  et préjudiciables à toute la dite communauté, particulièrement des communaux en bois qui sont fort éloignés du village de Flangebouche. Jusque-là ils ont tiré peu de profit sauf quelques étrangers qui s’en servent parfois, à la demande de la communauté. En partageant entre eux ces communaux, ils pourront payer leurs dettes communes, conformément à la dite délibération et résolution. Ils choisiront entre eux dix commis pour faire reconnaissance et partage. Les dits habitants se sont transportés avec les dix commis dans les communaux et, entre autres, dans un lieudit « ès Combes », autrement « ès Près Guerre », qui touche de vent les habitants d’Avoudrey, un autre « en la portatte »  « en Combe Parron », « au Cottard des Fraiches », « en Combe Mariétant », « dessus les Seteres » autrement « ès Charrières » qui sont communs en bois avec des communaux en plaine, dit « en la Combe la Vache », « au Creux au Prestre », « en la Combe Loinot », « en la Sy Voillarme », « ès Fraiches que Fretteux de Meuttes » et un autre « ès Combes ». Lesquelles portions de communaux ils l’ont divisé en quatre parties, le plus également qu’il leur a été possible. Chaque part a été chargée de quinze cent cinquante francs de rente au taux de six pour cent et de mille francs au taux de cinq pour cent, qui feront, lesdites quatre parts, pour les dix mille deux cents. Ils seront pareillement répartis et divisés sur tous les particuliers du village et communauté dudit Flangebouche, de même divisés en quatre cantons : l’un appelé « le canton du Cimetière », le second « le canton du Mont », le troisième « le canton de la Ruine » et le quatrième « le canton de Grille ». Il y aura treize habitants dans chaque canton qui paieront chacun deux cent francs et pour l’intérêt d’iceux, pendant lesdits trois ans, onze francs jusqu’à l’entier paiement desdits deux cents francs pour leur apport desdits dix mille deux cents francs. Ils sont au nombre de 52 habitants qui partageront cette somme en trois, même celle desdits deux cents francs pour les frais. Seront, chacun desdits cantons, tenus de payer audit sieur Martin douze cent cinquante francs, aux sieurs Marrelier et Antoine Callerand et à chacun d’eux cent cinquante francs pour chacun desdits cantons et audit sieur Roussele mille francs.
Pour paiement desdits 10 200 F, lesdits communaux ont été partagés en quatre parts et par quatre billets qui ont été jetés au sort à chacun des quatre cantons :
Au premier canton formé par Guillaume Goguillot, Ligier Bouveresse, André Callerand, Ligier Goguillot, Pierre Pathon-Musy, Claude Vivot, Jean Pauthier, Jean et Étienne Routhier, Claude Daurez, Pierre Goguillot, Étienne Govier, Claude Bouveresse et A. Callerand, est arrivé la part lieudit « ès Combes », autrement « ès près Guerre » touchant de vent les habitants d’Avoudrey par les bornes et les marques qui sont plantées, avec la part dessus appelée « la Portotte » et du côté de bise et pour les communaux en plaine, la part didte et appelée « Es Combes » comme encore ne portion du communal appelée « les cornes de meutte », le tout suivant les bornes y plantées.
Au second canton tout aussi arrivée la deuxième part joignant la première, lieu-dit appelé « Es combe Mariétant », avec celle dessus au joignant de la Portotte avec le communal en plaine appelé « ‘en la combe Loinot », et le tout par les bornes qui y sont mises ; ce canton appelé « du cimetière » comprend Georges Callerand, Blaise Bouriot, Claude Marrelier, Antoine Morel, Gaspard Bole, Étienne Morel, Jean Petot, Antoine Vivot, Jacques Dumont, Pierre Caillier, Jean Bouveresse, Pierre Lachciche et François Bouveresse.
Au troisième canton, appelé « la ruine » est arrivée la troisième part, joignant à celle ci-dessus, appelée « dessus les Ceteres », autre « es charrière » selon les marques qui y sont mises, avec la part de communal en plaine dite « en la combe la vache » et « creux au prêtre » par les bornes mises et plantées ; ce canton comprend Pierre Caillier, François Caillier, Laurent Pauthier, François Pauthier le jeune, Pierre Daurez, Ligier Bouriot, François Pauthier, André Pauthier, Lazare Lanchy, Antoine Bouveresse, Pierre Govier, Laurent Coitteux et Claude Bouriot.
Au quatrième et dernier canton, appelé « le canton de grille » sont Guillaume Joignerey, Claude Brenot, Guillaume Caillier, Claude Dumont, le sieur Jacques Andrey, Guillaume Callerand, Claude Joignerey, Jacques Bourgue, Claude Grorichard, Pierre Coitteux, Guillaume Morel, Jean Dunion et jean Claude Pauthier ; est arrivée la quatrième part appelée « es combe parron » tirant au pré du Cartier ave celle dessus dite « es cornes Joignerey », ycompris « le cottard des Fraiches », avec le communal en plaine, tant en « la sivoillarme es fraiches » que « fretteux de mettet » et suivant les bornes qui y sont mises, laquelle part laissera libre le chemin ordinaire pour la dite « sivoillarme », d’une largeur d’environ 12 pas, ainsi que le tout a été stipulé, convenu, arrêté et accordé entre lesdits habitants stipulant et acceptant par la majeure partie de ceux-ci, suivant ladite résolution ci-dessus par eux prise et spécialement par Ligier Goguillot, commis et député pour les 13 particuliers dénommés au billet du premier canton, et en leur présence tiré au sort, par Antoine Vivot, aussi commis pour le second canton dit « le cimetière » pour tirer le billet et pour les 13 particuliers y dénommés, par Pierre Daurez aussi commis par les particuliers du troisième canton dit « la ruine » et par Claude Dumont aussi commis par le quatrième canton. Lesquels ont promis d’effectuer tout le contenu en ladite résolution en tous ses points qu’ils ont promis d’avoir à perpétuité pour agréables. Ils ont même traité qu’il ne sera permis à aucun d’eux de vendre, aliéner, ni distraire aucun bois hors du lieu, si ce n’est que l’argent et prix en provenant ne soit utilisé, par suite de ladite résolution, au paiement de la somme due par chaque particulier.  Ils seront tenus d’en donner avis aux dits habitants de chacun de leur canton. À l’effet de quoi et pour assurance de tout ce qui précède, ils ont respectivement et chacun obligé leurs biens qu’ils ont soumis au privilège du sceau de sa Majesté.»

## Démographie
L'évolution du nombre d'habitants est connue à travers les recensements de la population effectués dans la commune depuis 1793. Pour les communes de moins de 10 000 habitants, une enquête de recensement portant sur toute la population est réalisée tous les cinq ans, les populations de référence des années intermédiaires étant quant à elles estimées par interpolation ou extrapolation. Pour la commune, le premier recensement exhaustif entrant dans le cadre du nouveau dispositif a été réalisé en 2004.

En 2022, la commune comptait 833 habitants, en évolution de +7,62 % par rapport à 2016 (Doubs : +1,88 %, France hors Mayotte : +2,11 %).
| 1793 | 1800 | 1806 | 1821 | 1831 | 1836 | 1841 | 1846 | 1851 |
| ---- | ---- | ---- | ---- | ---- | ---- | ---- | ---- | ---- |
| 740  | 729  | 672  | 641  | 771  | 965  | 955  | 907  | 943  |

| 1856 | 1861 | 1866 | 1872 | 1876 | 1881 | 1886 | 1891 | 1896 |
| ---- | ---- | ---- | ---- | ---- | ---- | ---- | ---- | ---- |
| 864  | 857  | 862  | 709  | 724  | 722  | 686  | 679  | 670  |

| 1901 | 1906 | 1911 | 1921 | 1926 | 1931 | 1936 | 1946 | 1954 |
| ---- | ---- | ---- | ---- | ---- | ---- | ---- | ---- | ---- |
| 624  | 637  | 632  | 625  | 654  | 664  | 621  | 675  | 589  |

| 1962 | 1968 | 1975 | 1982 | 1990 | 1999 | 2004 | 2006 | 2009 |
| ---- | ---- | ---- | ---- | ---- | ---- | ---- | ---- | ---- |
| 605  | 582  | 523  | 527  | 558  | 549  | 607  | 611  | 666  |

| 2014 | 2019 | 2022 | - | - | - | - | - | - |
| ---- | ---- | ---- | - | - | - | - | - | - |
| 737  | 788  | 833  | - | - | - | - | - | - |

### Pertes subies pendant les dernières guerres
- 1914 – 1918 : 25
- 1939 – 1945 : 4

### Familles existant auXVIIIesiècle
Barçon, Barrand, Barrand-Gauthier, Bouriot, Bouveresse, Brenot, Callerand, Cailler, Coiteux, Cucherousset, Dufay, Duffet, Dumont, Faivre, Feuvrier, Guinchard, Goguillot, Gouhier, Grillet, Guillemin, Joignerey, Lachiche, Lanchy, Monnot, Morel, Pauthier, Petot, Ravier, Routhié (ou Routhier), Roy, Sergent, Tarby, Trouillot, Vivot.

## Politique et administration
| Période                                  | Période  | Identité        | Étiquette | Qualité       |
| ---------------------------------------- | -------- | --------------- | --------- | ------------- |
| 1971                                     | 2001     | Jacques Cassard |           |               |
| mars 2001                                | 2008     | Patrice Buteau  |           |               |
| mars 2008                                | mai 2020 | Thérèse Gury    | DVG       | Fonctionnaire |
| mai 2020                                 | En cours | Fabrice Vivot   |           |               |
| Les données manquantes sont à compléter. |          |                 |           |               |

## Culture locale et patrimoine

### Lieux et monuments
- L’église daterait du début du XIIe siècle. Le mars 1139, l’archevêque Humbert de Scey (1134-1161) en confirmait l’existence par une donation faite au chapitre de Saint Étienne, confirmation ratifiée par le pape Eugène III en 1148 (il était alors question d’une chapelle confirmée à saint Étienne), puis par le pape Honorius III en 1219.
- La croix de Flangebouche.
- La fontaine-abreuvoir.

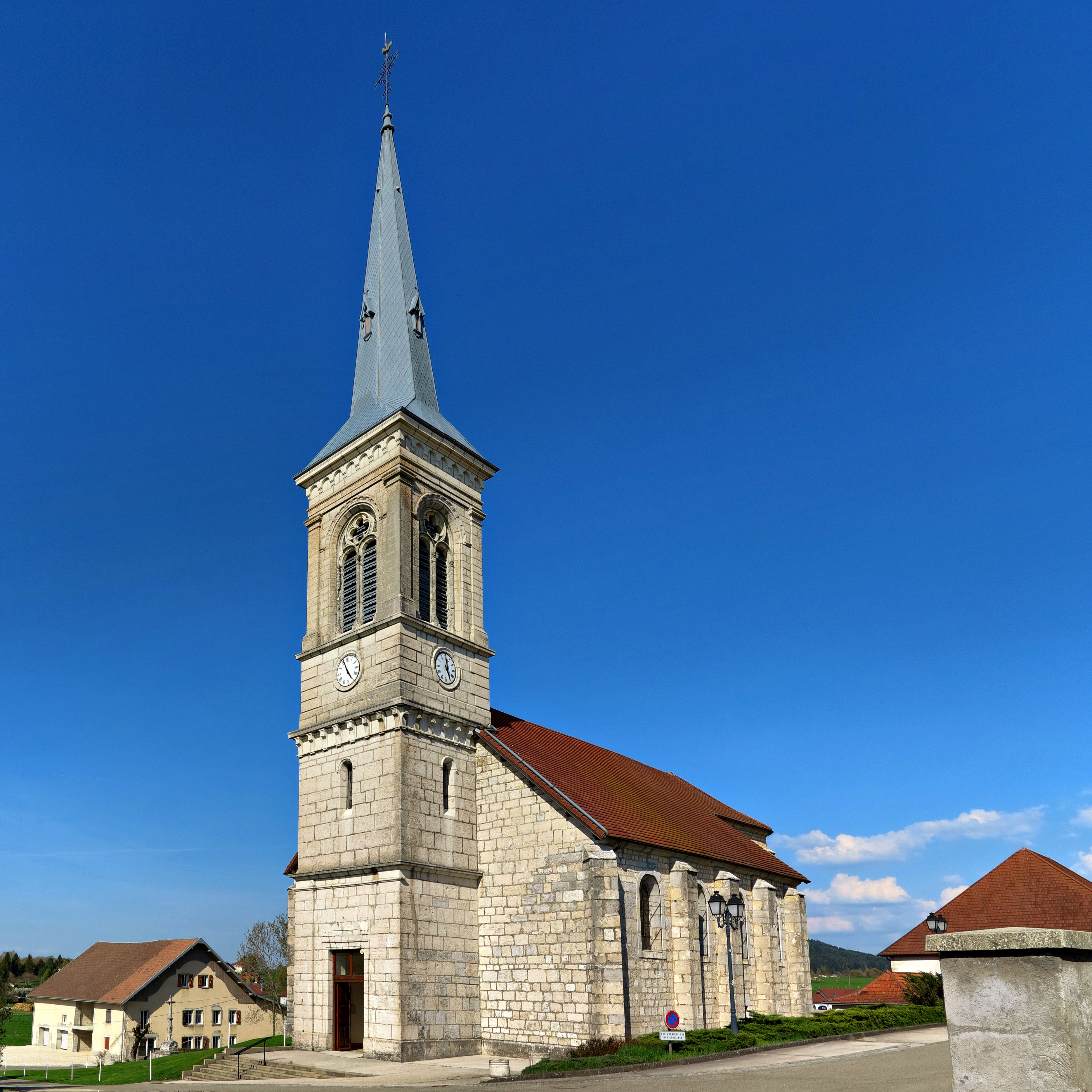
L'église.
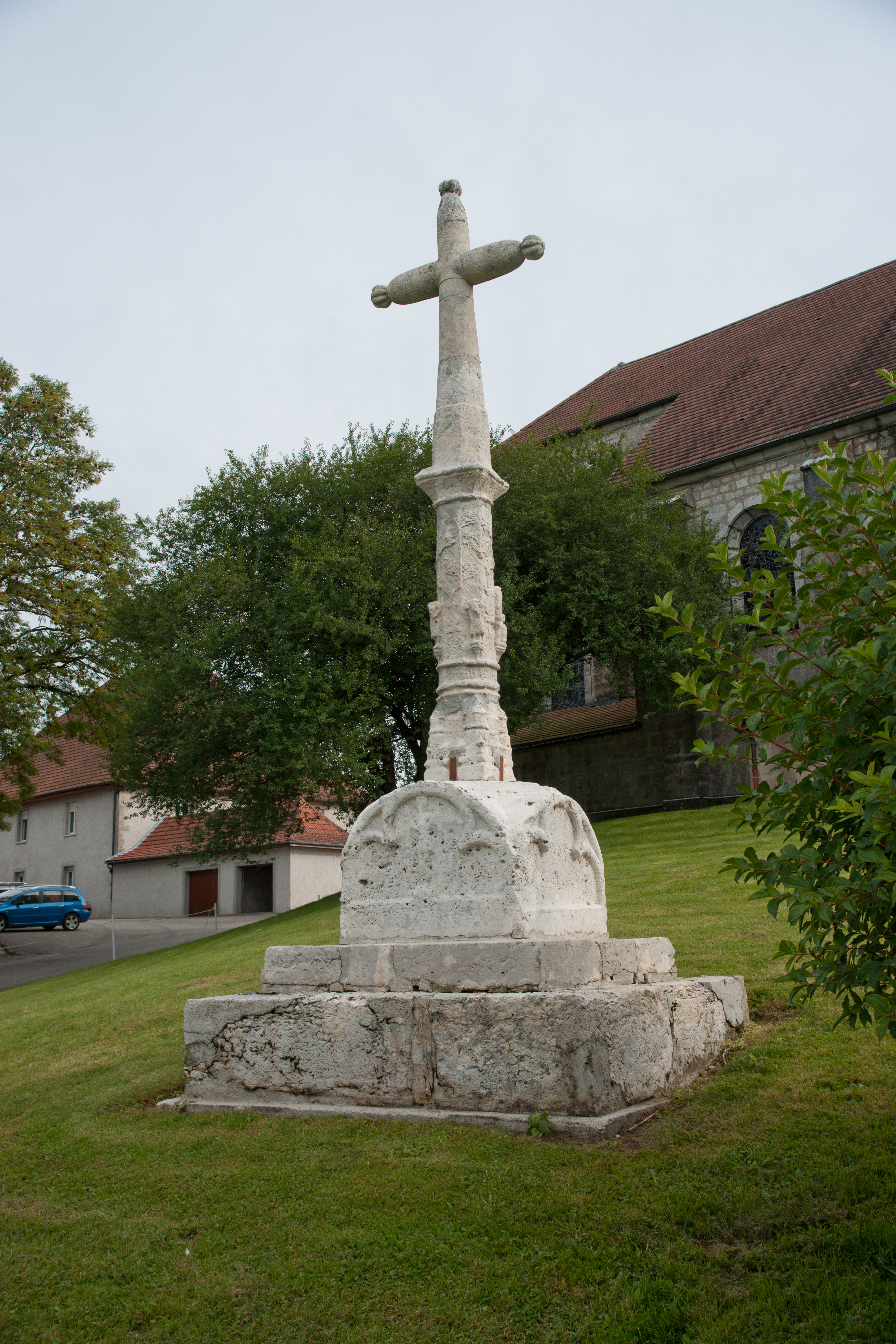
La croix.
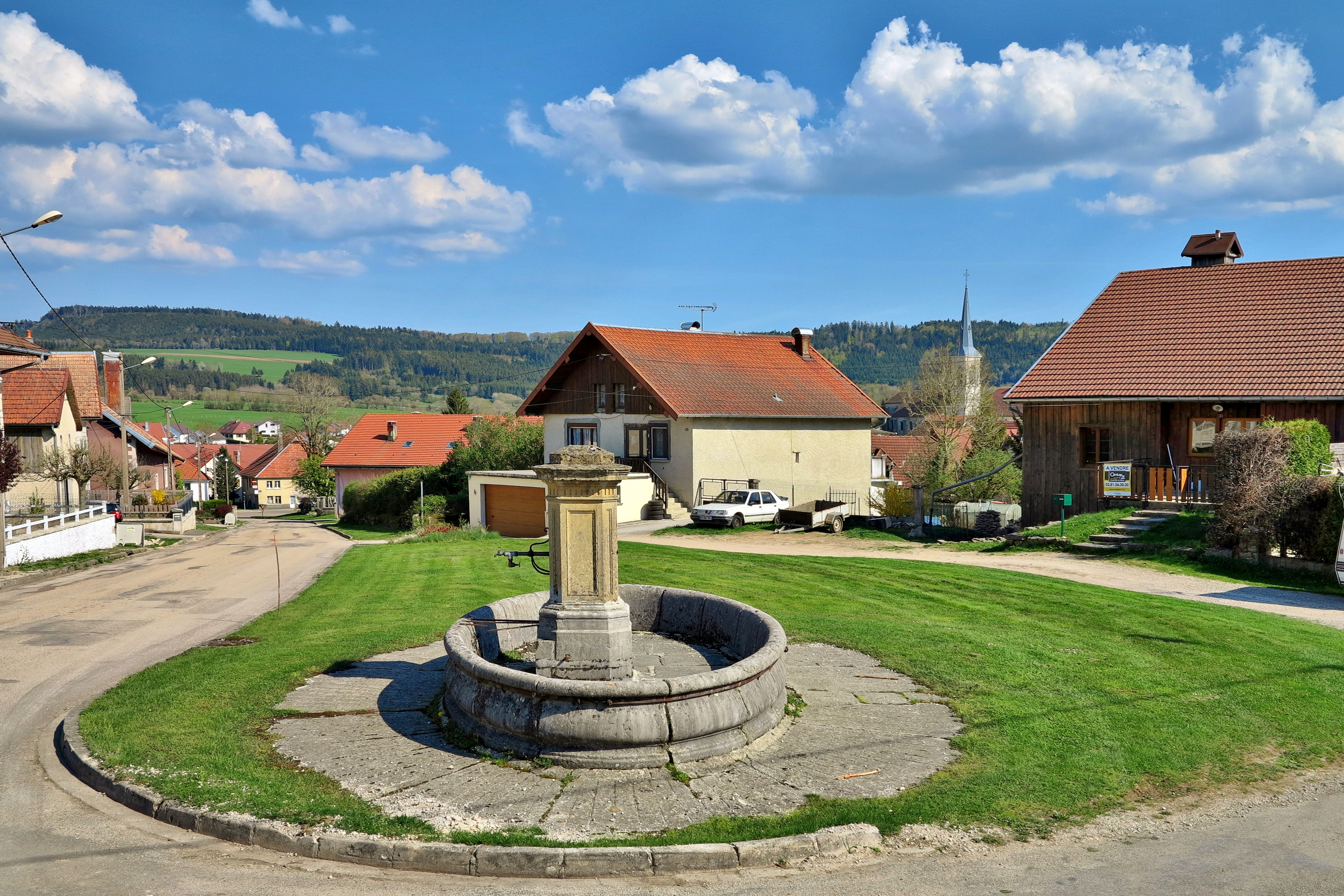
La fontaine-abreuvoir.

### Personnalités liées à la commune
- L'abbé Nicolas Sylvestre Bergier (1718-1790)